# Lausitzer Verwerfung
Die Lausitzer Verwerfung, häufig auch Lausitzer Überschiebung genannt, ist die bedeutendste geologische Störungszone zwischen Elbtal und Riesengebirge. Sie trennt als Verwerfung den Granit der Lausitz (Lausitzer Granitmassiv) von den südlich anstehenden Kreide-Sandsteinen Nordböhmens. Angenommen wird eine Sprunghöhe von mehreren hundert Metern, dabei wurde das nördlich gelegene Gebiet gegen das südliche angehoben bzw. aufgeschoben.

## Verlauf
Der Beginn der Verwerfung ist im Westen etwa bei Oschatz anzusetzen. Landschaftsprägend tritt die Verwerfung erstmals bei Weinböhla als Steilstufe in Erscheinung. Von dort verläuft sie am Nordrand der Dresdner Elbtalweitung ostwärts und bildet die Elbhänge von Radebeul über Dresden bis Pirna. Danach verläuft sie landschaftlich wenig wahrnehmbar entlang des Nordrandes des Elbsandsteingebirges über Hohnstein und Hinterhermsdorf. In Hohnstein befindet sich an der sog. Wartenbergstraße der einzige geologische Aufschluss, wo der Granit der Lausitz unmittelbar über dem Sandstein liegt.
Weiter östlich folgt die Verwerfung dem Nordrand des Lausitzer / Zittauer Gebirges über Jiřetín pod Jedlovou (St. Georgenthal), Waltersdorf und Olbersdorf. Landschaftlich prägend tritt die Verwerfung dann jedoch vor allem östlich des Zittauer Gebirges in Erscheinung.

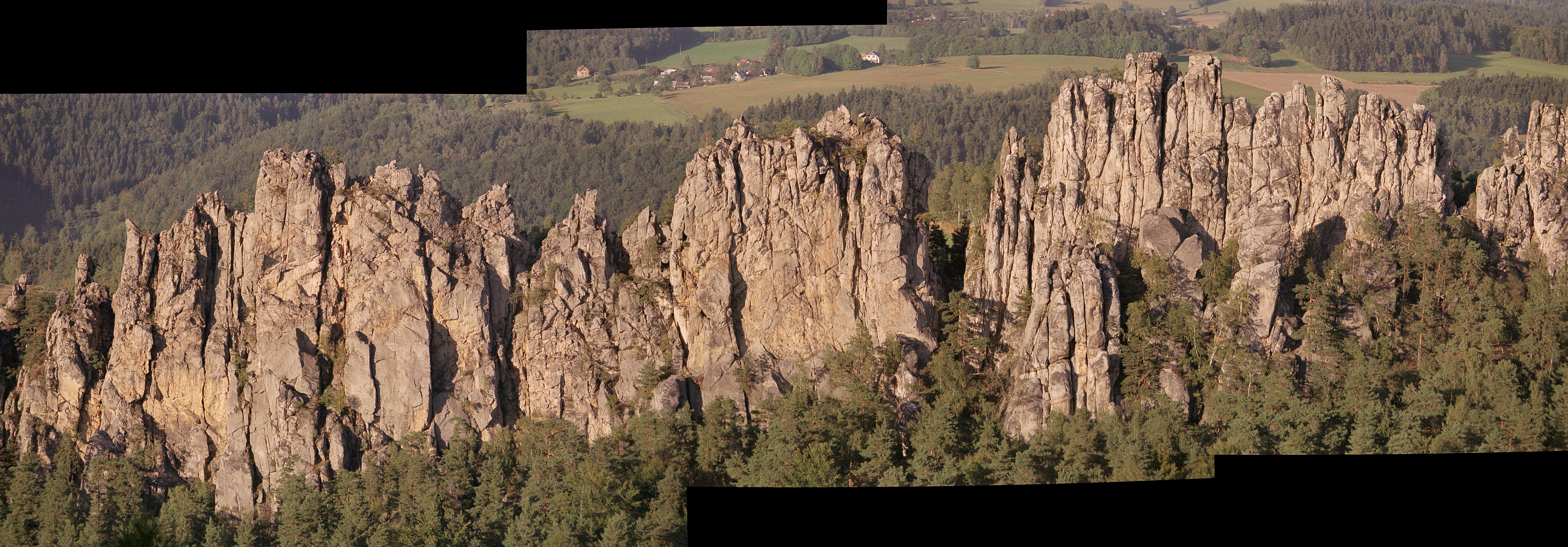
Naturdenkmal Suché skály, Böhmisches Paradies

Auf nun wieder tschechischem Gebiet folgt die Verwerfung im Wesentlichen der Kammlinie des Jeschkengebirges. Mit dem Ještěd (Jeschken) befindet sich dort an der Verwerfung der höchste Punkt als weithin sichtbare landschaftliche Dominante. Fast geradlinig führt die Verwerfung entlang des Ještědsko-kozákovský hřbet ostwärts – durchbrochen von den Tälern der Mohelka und der Jizera – bis zum Kozákov im Böhmischen Paradies. In Malá Skála befindet sich mit den Suché skály der bemerkenswerteste geologische Aufschluss im Bereich der Verwerfung. Dort wurden die einst waagerecht liegenden Sandsteinbänke durch den Druck der Verwerfung in eine senkrechte Lage gebracht und bilden heute eine eindrucksvolle Felsformation.

## Geologie

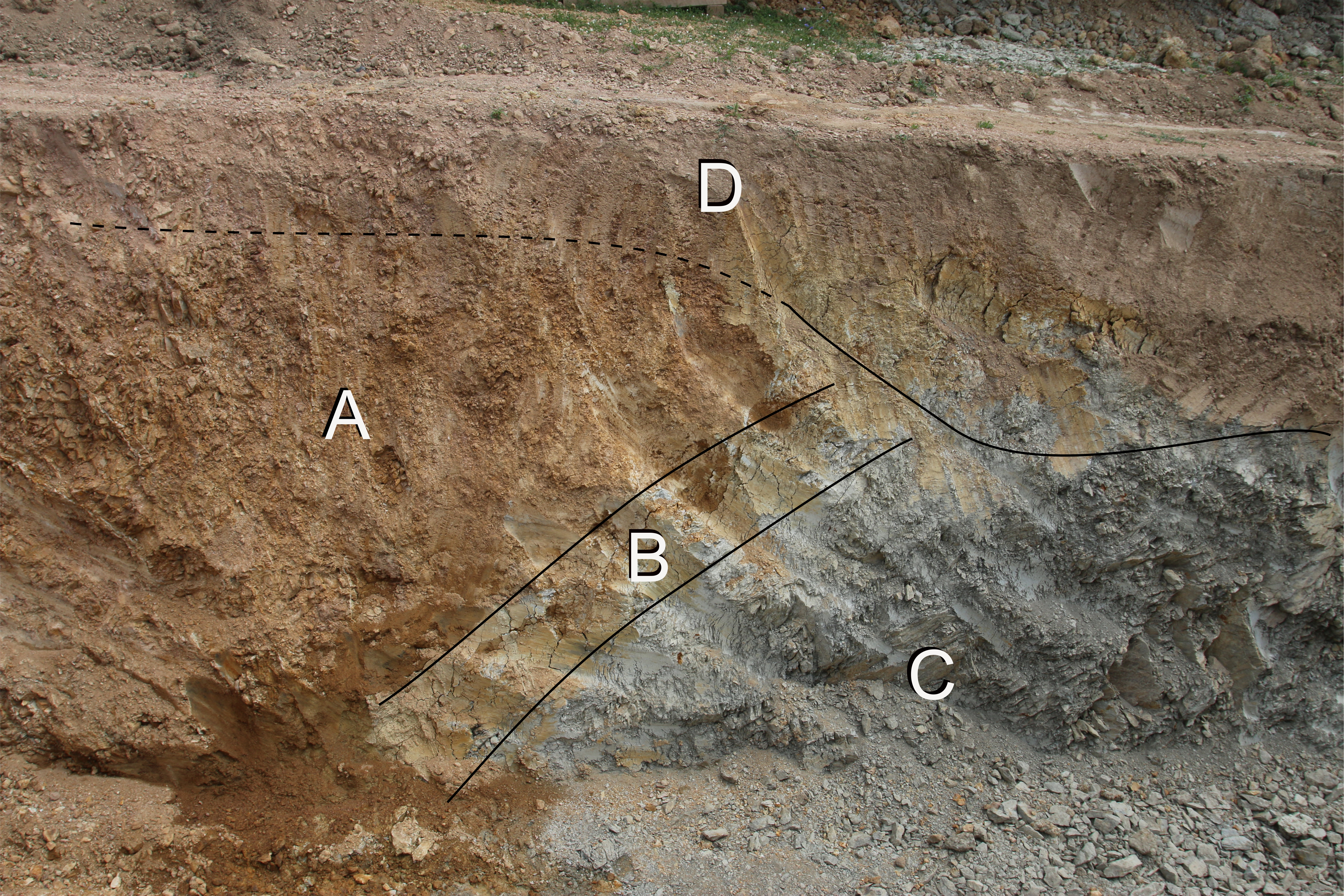
Die Lausitzer Überschiebung in einem temporären Aufschluss (Leitungsgraben der EUGAL-Trasse) bei Gohlis (Landkreis Meißen). A = Lausitzer Massiv (Granodiorit), B = Mylonitisierungszone, C = Elbtal-Kreide (Pläner), D = Quartär

Das überschobene Gestein entstand in der frühen Steinkohlenzeit (Unterkarbon). Die Gesteinslagen des Karbons waren Konglomerate, Grauwacken, Tonschiefer und Kalkstein, Sedimente des Urmeeres. Auf diese Gesteinslagen wurde im Verlauf der variskischen Gebirgsbildung tektonisch das Granitmassiv aufgeschichtet.
Granit ist ein Tiefengestein, das tektonisch gehoben wurde. Bei diesem Vorgang entstanden Verwerfungen und Störungen, die es eruptiven Gesteinsmagmen ermöglichten, sich stellenweise massenhaft über dem Granit abzulagern. Das Lausitzer Granitmassiv besteht aus mehreren granitischen Intrusionen aus Granodiorit, Zweiglimmergranit und Stockgranit. Der Granodiorit ist das Hauptvorkommen und wird in mehreren Steinbruchbetrieben abgebaut, (Demitz-Thumitz, Königshain, Sora bei Bautzen u. a.) Grauwacke wurde in den Steinbrüchen bei Kamenz hauptsächlich für die Betonherstellung abgebaut. Erze sind in den Lausitzer Graniten kaum enthalten, finden sich aber vereinzelt in Ganggesteinen (Quarz, Magnetkies).